# Beşiktaş Jimnastik Kulübü (pallavolo femminile)
Il Beşiktaş Jimnastik Kulübü è una società pallavolistica turca con sede a Istanbul: milita nel campionato turco di Sultanlar Ligi; fa parte della polisportiva Beşiktaş Jimnastik Kulübü.

## Storia
Il Beşiktaş Jimnastik Kulübü nasce nel 1986 all'interno della polisportiva Beşiktaş Jimnastik Kulübü. Dopo quasi dieci anni, nella stagione 1994-95 si classifica al terzo posto in campionato. Nelle due stagioni seguenti giunge fino in finale, perdendo contro l'Emlak Bankası Bayan Voleybol Takımı ed il VakıfBank Spor Kulübü.
All'inizio degli anni duemila, il Beşiktaş torna a ripetere i risultati del decennio precedente: al termine delle stagioni 2001-2002 e 2002-03 si classifica al terzo posto in campionato; nella stagione 2003-04 gioca la sua seconda finale, perdendo contro il VakıfBank Güneş Sigorta Spor Kulübü. Grazie al secondo posto in campionato, nelle stagione successiva il club debutta in Champions League, dove giunge fino ai play-off, eliminato dal Volley Bergamo.
Nella stagione 2005-06 il club ottiene l'ennesimo terzo posto in campionato. Nel 2010 il Beşiktaş termina il campionato al quinto posto, qualificandosi per la Coppa CEV.

## Rosa 2024-2025
| N° | Nome              | Ruolo | Data di nascita  | Nazionalità sportiva |
| -- | ----------------- | ----- | ---------------- | -------------------- |
| 1  | Hümay Topaloğlu   | S     | 3 agosto 1996    | Turchia              |
| 2  | Jovana Brakočević | O     | 5 marzo 1988     | Serbia               |
| 3  | Gizem Güreşen     | L     | 14 gennaio 1987  | Turchia              |
| 5  | Alara Gündüz      | L     | 5 giugno 1994    | Turchia              |
| 6  | Saliha Şahin      | S     | 5 novembre 1998  | Turchia              |
| 9  | Olivia Różański   | S     | 5 giugno 1997    | Polonia              |
| 10 | Merve Tanıl       | P     | 22 febbraio 1990 | Turchia              |
| 11 | Derya Güç         | S     | 16 gennaio 1997  | Turchia              |
| 13 | Dilay Özdemir     | P     | 15 agosto 2005   | Turchia              |
| 14 | Begüm Kaçmaz      | C     | 26 aprile 2007   | Turchia              |
| 15 | Bengisu Aygün     | C     | 25 novembre 2004 | Turchia              |
| 17 | Merve Nezir       | S     | 16 dicembre 1997 | Turchia              |
| 19 | Emily Maglio      | C     | 13 novembre 1996 | Canada               |
| 20 | Sude Gümüş        | S     | 28 aprile 2003   | Turchia              |
| 95 | Beliz Başkır      | C     | 26 dicembre 1998 | Turchia              |

## Palmarès
- BVA Cup: 4

2008, 2009, 2013, 2018